# Denis Collin
Denis Collin (ur. 1952 w Joux-la-Ville) – francuski filozof.

## Biogram
Collin jest profesorem filozofii i autor wielu esejów filozoficznych i politycznych.
Zajmuje się głównie filozofią Karla Marxa, sprzeciwiając się stanowczo marksizmowi w jego radykalnej formie.
Poza Marksem, pisał też o filozofii Giambattisty Vica i Niccola Machiavellego.

## Publikacje
- La théorie de la connaissance chez Marx, L'Harmattan, 1996
- Les grandes notions philosophiques, tome 2: La Société, l'État, le Pouvoir, Seuil, 1996
- Les grandes notions philosophiques, tome 3: La justice, le Droit, Seuil, 1996
- Les Grandes notions philosophiques, tome 5 : Le Travail et la technique red. Seuil  1997
- La fin du travail et la mondialisation: Idéologie et réalité sociale, L'Harmattan, 1997
- L'illusion plurielle, en collaboration avec Jacques Cotta, JC Lattes éditions, 2001
- Morale et justice sociale, Seuil, 2001, collection La couleur des idées
- Questions de morale : Sciences, philosophie et matérialisme, Armand Colin, coll. « L'inspiration philosophique »,? 2003
- La matiere et l'esprit : Sciences, philosophie et matérialisme, Armand Colin,? 2004
- Revive la République !, Armand Colin,? 2005
- Comprendre Marx, Armand Colin,? 2006, 252 p.; 2e édition 2009
- Comprendre Machiavel, Armand Colin,? 2008
- Le Cauchemar de Marx : Le capitalisme est-il une histoire sans fin ?, Max Milo Éditions,? 2009
- Giambattista Vico et l'histoire, CNDP-CRDP,? 2010
- La longueur de la chaîne : Essai sur la liberté au XXIe siecle, Max Milo Éditions,? 2011
- A dire vrai : Incursions philosophiques, Armand Colin, coll. « Le temps des idées »,? 2013